# Pierre Berthevin
Pierre Berthevin var en fransk keramiker från Mennecy i Frankrike.
Pierre Berthevin kom 1765 till Sverige och arbetade 1766–1769 som konstnärlig ledare och driftschef vid Mariebergs porslinsfabrik. Berthevin var aktiv i att introducera frittporslin i fabrikens produktion och introducerade även metoder att skapa en rikare färgskala på Mariebergs fajanser. Han trivdes dock inte i Sverige och efter att i januari 1769 rest till Köpenhamn under förevändning att värva nya arbetare rymde han från sin position i Sverige. Han arbetade därefter 1769–1770 vid Frankenthalmanufakturen innan han grundade en fajansfabrik i Mossbach, som han dock lämnade efter några år.